# Campylocheta risbeci
Campylocheta risbeci är en tvåvingeart som först beskrevs av Louis-Paul Mesnil 1944.  Campylocheta risbeci ingår i släktet Campylocheta och familjen parasitflugor. Inga underarter finns listade i Catalogue of Life.